# Hastur
Hastur (alte denumiri Cel de Nespus, Regele în Galben, Cel ce trebuie numit, Assatur, Xastur, H'aaztre sau Kaiwan) este o entitate din Mitologia Cthulhu.
Hastur a apărut pentru prima dată în povestirea lui Ambrose Bierce „Haïta păstorul” (1891) ca un zeu benign al păstorilor. Ulterior, Robert W. Chambers a folosit numele în povestirile sale de la sfârșitul anilor 1800 pentru a reprezenta atât o persoană, cât și un loc asociat cu mai multe stele, inclusiv cu Aldebaran din constelația Taurus. Howard Phillips Lovecraft s-a inspirat din povestirile lui Chambers și l-a menționat pe scurt pe Hastur în nuvela Cel care șușotea în întuneric (1930). Ulterior, alți scriitori au folosit cuvântul Hastur într-o varietate de povestiri.

## Apariții

### Hastur în mitologie

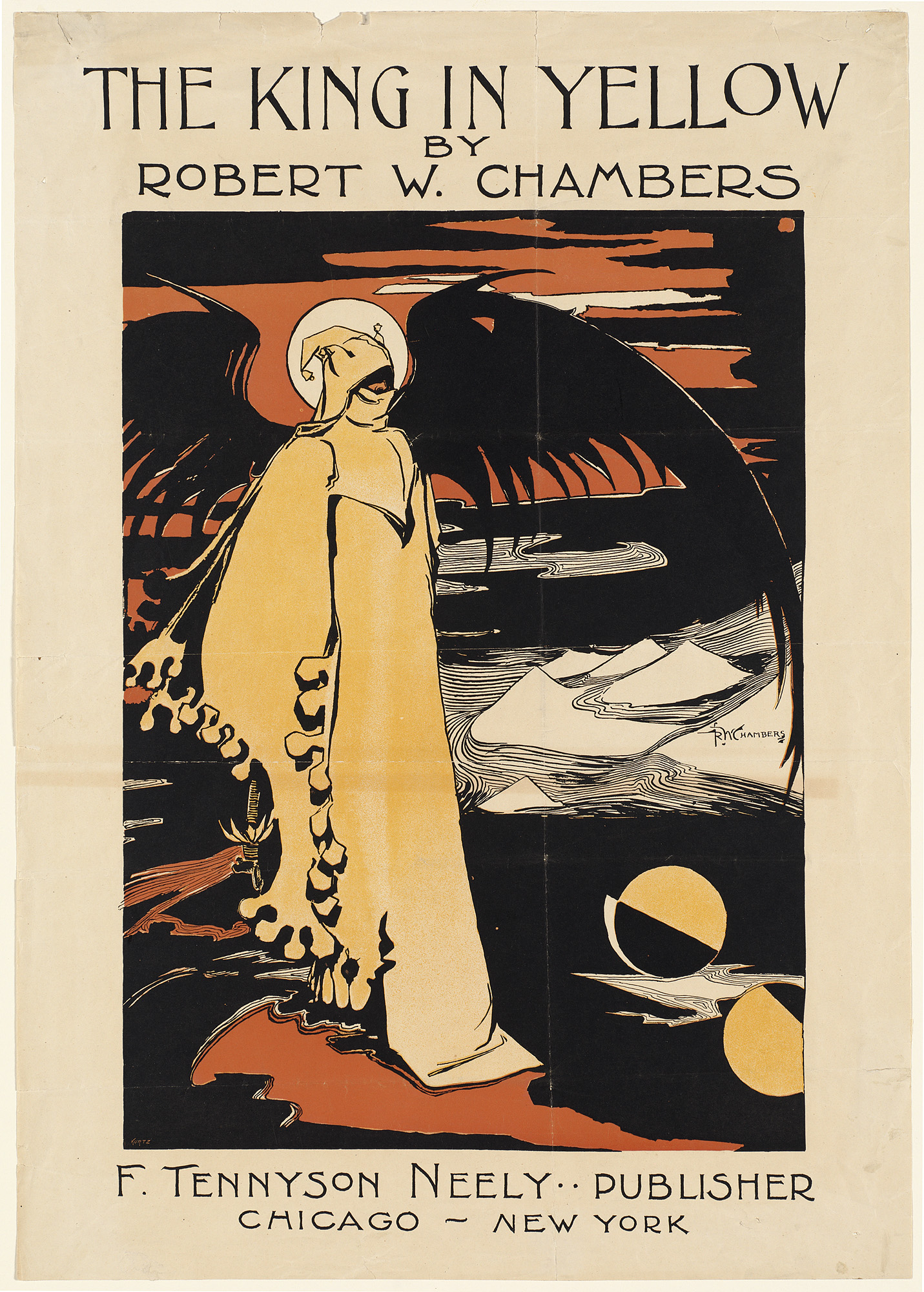
Hastur așa cum apare în Regele în galben.

În „Haïta păstorul” de Bierce, care a apărut în colecția Valea bântuită (1893, titlu original Can Such Things Be?), Hastur este mai binevoitor decât a apărut mai târziu în povestirile lui August Derleth. O altă povestire din aceeași colecție („Locuitorul din Carcosa”) se referă la locul „Carcosa” și la o persoană „Hali”, nume pe care autorii ulteriori aveau să le asocieze cu Hastur.
În The King in Yellow (1895), o colecție de povestiri de groază scrise de Chambers, Hastur este numele unui personaj potențial supranatural (în „The Demoiselle D’Ys”), un loc (în „The Repairer of Reputations”) și este menționat fără explicații în "The Yellow Sign" / „Semnul Galben”. Ultimele două povestiri menționează și Carcosa, Hali, Aldebaran și Hiadele, împreună cu un „Semn Galben” și o piesă numită Regele în Galben.
H. P. Lovecraft a citit cartea lui Chambers la începutul anului 1927 și a fost atât de fermecat de ea încât a adăugat elemente din ea propriilor creații. Există două locuri în scrierile lui Lovecraft în care Hastur este menționat:
M-am confruntat cu nume și termeni pe care îi auzisem în altă parte în cele mai hidoase conexiuni - Yuggoth, Marele Cthulhu, Tsathoggua⁠(d), Yog-Sothoth⁠(d), R'lyeh⁠(d), Nyarlathotep⁠(d), Azathoth⁠(d), Hastur, Yian, Leng, Lacul lui Hali, Bethmoora, Semnul Galben, L'mur-Kathulos, Bran și Magnum Innominandum — eram silit să cobor în timp prin eoni nenumărați și dimensiuni de neconceput ale lumilor unei entități străvechi, de dincolo, la care smintitul autor al Necronomiconului făcea aluziile cele mai vagi.
— H.P. Lovecraft, Cel care șușotea în întuneric

Din acest citat nu este clar dacă Hastur-ul lui Lovecraft este o persoană, un loc, un obiect (cum ar fi Semnul Galben) sau o zeitate. Această ambiguitate este recurentă în descrierile lui Lovecraft ale entităților mitice.
Mai târziu, în aceeași povestire, se arată că Mi-Go⁠(d) sau „abominabilii oameni ai zăpezilor” au fost atacați de adepții lui Hastur, iar Hastur este un dușman al Celor de Dincolo pe care Mi-Go îi servesc:
De fapt, ei nu au făcut niciodată rău oamenilor cu bună știință, dar au fost adesea nedreptățiți crunt și spionați de specia noastră. Există un întreg cult secret al oamenilor răi (un om cu erudiția ta mistică mă va înțelege când îi voi lega de Hastur și Semnul Galben) dedicat scopului de a-i urmări și de a-i răni în numele unor puteri monstruoase din alte dimensiuni. Împotriva acestor agresori — nu împotriva umanității normale — sunt îndreptate măsurile de precauție drastice ale Celor de Dincolo.
— HP Lovecraft, Cel care șușotea în întuneric

- În „Supernatural Horror In Literature” (scris în 1926–1927, revizuit în 1933, publicat în The Recluse în 1927), când a scris despre „The Yellow Sign” de Chambers, Lovecraft a remarcat că:

...după ce s-au împiedicat ciudat de cartea infernală și interzisă a ororilor, cei doi au învățat, printre alte lucruri hidoase pe care niciun muritor sănătos la minte nu ar trebui să le cunoască, că acest talisman este într-adevăr semnul galben fără nume transmis din cultul blestemat al lui Hastur - din Carcosa primordială, despre care volumul tratează...
- În „The Yellow Sign” de Chambers, singura mențiune despre Hastur este:

"... Am vorbit despre Hastur și despre Cassilda..."
 Judecând după aceste două citate, este foarte posibil ca Lovecraft nu numai că l-a recunoscut pe Hastur ca unul dintre zeii mitologici, dar și-a adus aminte și de cartea lui Chambers.
Derleth l-a dezvoltat, de asemenea, pe Hastur ca pe un zeu de tipul Mare Vechi, creat de Yog-Sothoth, fratele vitreg al lui Cthulhu și, posibil, Magnum Innominandum. În această încarnare, Hastur are mai multe avatare:
- Praznicul de departe (The Feaster from Afar): o monstruozitate zburătoare, neagră, zbârcită, cu tentacule cu gheare ascuțite la vârfuri, care pot străpunge craniul unei victime și îi pot extrage creierul.[12]
- Regele în galben

„Collected Swedish Cults” de Anders Fager⁠(d) prezintă un grup din Stockholm, cunoscut sub numele de „Fundația Carcosa”, care îl venerează pe Hastur.
Hastur este amorf, dar se spune că apare ca o ființă vastă, vag octopoid.  În mitologie, Hastur este prezentat ca având „un efect ciudat asupra artiștilor și dramaturgilor”.producții

### Alte apariții
Hastur a apărut și în alte lucrări. În romanul și seria anime Haiyore! Nyaruko-san, care se bazează pe mitologia Cthulhu, unul dintre personajele principale, Hastua, este o versiune japoneza și o referire directă la Hastur.
În Semne bune de Neil Gaiman și Terry Pratchett, Hastur este numele unui demon. În adaptarea serialului TV, Good Omens, Hastur este interpretat de Ned Dennehy⁠(d).
Hastur este numele unui vânător din jocul video Identity V⁠(d), care este cunoscut și ca The Feaster și The King in Yellow.
Hastur este, de asemenea, un aliat și antagonist principal în serialul audio de groază Malevolent de Harlan Guthrie.
Hastur apare și ca personaj în Pathfinder Roleplaying Game⁠(d).
De asemenea, se crede că Hastur este Regele în galben în jocul video Vampire Survivors⁠(d). Jucătorul primește și semnul galben.
Povestirea „Bunica” a lui Stephen King prezintă o entitate demonică pe nume Hastur, care a apărut și în episodul 18 al adaptării „Twilight Zone” din 1985 și în adaptarea cinematografică din 2014, Mercy.
Deși nu este numit direct, Regele în galben este menționat și conectat la Carcosa în primul sezon al serialului HBO, Detectivii din California.
În romanul Doctor Who Virgin New Adventures⁠(d) All-Consuming Fire, Hastur cel Nedescris este fie unul dintre numele/titlurile aparținând, fie numele original al Marelui Bătrân, Fenric.
Hastur apare în jocurile Persona, atât ca inamic, cât și ca aliat invocabil.
Hastur apare pe coperta revistei The King In Yellow din jocul SIGNALIS⁠(d).
Hastur (stilizat ca Hastar) este primul și cel mai iubit urmaș al Zeiței Prosperității, din filmul Tumbbad⁠(d) din 2019, care i-a furat aurul și a fost oprit în timp ce încerca să-i fure cereale.
Hastur cel Nedescris, zeul păstorilor, apare în seria literară Kagen the Damned a lui Jonathan Maberry⁠(d) ca zeul lui Hakkia și preotul său principal, Regele Vrăjitoare, Gethon Heklan, Regele în Galben. Primul roman al seriei a fost publicat în 2022.